# Östliches Hexental
Östliches Hexental ist ein Landschaftsschutzgebiet im Landkreis Breisgau-Hochschwarzwald in Baden-Württemberg.  

## Lage und Beschreibung
Das rund 526 Hektar große Landschaftsschutzgebiet entstand durch Verordnung des Landratsamts Breisgau-Hochschwarzwald vom 18. Januar 2008. Es liegt östlich von Wittnau und Sölden und grenzt direkt an das LSG Horben an. Es gehört zu den Naturräumen 155-Hochschwarzwald und 201-Markgräfler Hügelland innerhalb der naturräumlichen Haupteinheiten 15-Schwarzwald und 20-Südliches Oberrheintiefland. Das Gebiet liegt zu einem kleinen Teil im FFH-Gebiet Nr. 8012-342 Schönberg mit Schwarzwaldhängen. Es liegt außerdem im Naturpark Südschwarzwald.

## Schutzzweck
Wesentlicher Schutzzweck ist laut Schutzgebietsverordnung die Erhaltung von Natur und Landschaft im östlichen Teil des Hexentals zwischen dem Schönberg mit seinen Ausläufern und dem südlichen Kammschwarzwald. Die Landschaft ist besonders durch ihren Wechsel von Waldungen und ausgedehnten Wiesenflächen geprägt, die durch naturnahe Bachläufe mit uferbegleitenden Gehölzen (Auwald), Obstbaumwiesen und Feldgehölzen (Feldhecken) vielfältig gegliedert sind. Die Landschaft soll als natürlicher und naturnaher Lebensraum für zahlreiche Tier- und Pflanzenarten gesichert sowie als Erholungsgebiet von besonderer Schönheit und Eigenart mit hohem landschaftsästhetischem Wert für die Allgemeinheit erhalten und entwickelt werden.